# Epidendrum cernuum
Epidendrum cernuum är en orkidéart som beskrevs av Carl Sigismund Kunth. Epidendrum cernuum ingår i släktet Epidendrum och familjen orkidéer. Inga underarter finns listade i Catalogue of Life.